# Chemal Football Club
 (novembre 2024).
Si vous disposez d'ouvrages ou d'articles de référence ou si vous connaissez des sites web de qualité traitant du thème abordé ici, merci de compléter l'article en donnant les références utiles à sa vérifiabilité et en les liant à la section « Notes et références ».
Maillots
Le Chemal FC, anciennement connu sous le nom d’ASC Tidjikdja, est un club de football mauritanien basé à Nouakchott, la capitale. En 2022, l'ASC Tidjikja a été racheté par Ahmed Baya, président du groupe Chemal Holding et renommé Chemal FC. 
En 2022-2023 le club a terminé deuxième du championnat mauritanien. Lors de la saison 2023-2024, le club a fini à la 8e place au classement. 
Son entraîneur est Babacar N’Gagne Diop.

## Stade
L'équipe joue au stade Cheikha Ould Boïdiya, d'une capacité de 8 200 places.

## Palmarès
- Coupe du Président de la République
  - Finaliste (1) : 2015